# Тодор Чифтеов
Тодор Чифтеов (изписване до 1945 година: Тодоръ Чивтеевъ, на гръцки: Θεόδωρος Τσιφτές), срещан като Тоде Чифтеев и Чифтето, е деец на Вътрешната македонска революционна организация, станал по-късно ренегат, деец на Гръцката въоръжена пропаганда в Македония.

## Биография
Тодор Чифтеов е роден през 1882 година в Крушари, тогава в Османската империя. Живее в Енидже Вардар легално с роднинските семейства на Сотир Чивтеев и на Маса Чивтеева към 1907 година и е в лоното на Българската екзархия.
Става четник и секретар при Апостол Петков и се ползва с неговото доверие. Тайно става агент на Гръцката въоръжена пропаганда в Македония. През 1908-1909 година действа съвместно с андартския капитан Христос Карапанос при нападението над Ксироливадо.
На 2 август 1911 година води Апостол войвода заедно с войводите Георги Мучитанов - Касапчето и Васил Пуфката да нощуват в Крушари в къщата на вуйчовците му - братя Търповци. По заръка на Тодор Чифтеов, Търповци отравят войводите, а след това инсценират убийството им в селските гробища. Чифтеов отпреди това се е прехвърлил да живее в Енидже Вардар, където турците зорко го пазят от отмъщение. По-късно Ичко Димитров отива в Крушари, за да накаже предателството на Тодор Чифтеов, избива братята с целите им семейства и запалва къщата им. Веднага след предателството, съпругата на Чифтеов го напуска завинаги и се връща при баща си в Гуменджа.
През 1924 година Чифтеов, заедно с Дильо Айгъров, Дини Въдришенов, Мицо Бекяра, Гоце Русев, Григор Лякинов, Григор Пишмишов, Дини Джаров и Леонид Граматиков ограбват по-заможните българи изселници по пътя им за България. Андартската чета събира между 5 и 20 хиляди драхми.